# Анилиновый чёрный
Анилиновый чёрный — сложный диазиновый краситель, получаемый окислением анилина на волокне. Удерживается на волокне за счёт нерастворимости, связанной с высокой молекулярной массой. Придаёт ткани (чаще — хлопчатобумажной) насыщенный чёрный цвет, на фоне которого ярко выглядят другие окраски. Окраска данным красителем высоко устойчива к свету и стирке, недостаточно устойчива к глажению. Также, в процессе окислительного окрашивания волокно теряет прочность. Большим недостатком процесса является необходимость использования токсичного анилина. Рыболовные сети, окрашенные Анилиновым чёрным, устойчивы к гниению.
Пигмент глубоко-чёрный (он же Aniline Black, Pigment Black 1; CAS 13007-86-8) — краситель тот же по сути, но уже используемый в виде пигмента для крашения пластмасс, изготовления копировальной бумаги, краски для лент печатных машин и других целей. Открыт в 1860-м году и, предположительно, является старейшим из известных синтетических пигментов. Данный пигмент характеризуется высокой окрашивающей способностью и слабо рассеивает свет, но ограничивается в использовании при наличии строгих требований к физиологической безопасности.

## Получение
- Окислительное окрашивание, то есть получение Анилинового чёрного, заключается во взаимодействии анилина в кислой среде с бихроматом или хлоратом натрия. Обычно в присутствии катализаторов: соединений меди, железа, ванадия или других. 
Окисление чрезвычайно облегчается добавкой п-фенилендиамина, который легко окисляется в соответствующий хинондиимин, восстанавливающийся обратно в диамин за счёт энергичного окисления анилина.

- Для получения Пигмента глубоко-чёрного разбавленный раствор гидрохлорида анилина обрабатывают бихроматом в присутствии серной кислоты (H2SO4) и сульфата меди (CuSO4) при 25—30 °C. Роль окислителя может играть воздух, если вести окисление в присутствии п-фенилендиамина (до 15 % от массы анилина) и Сульфата меди4 при 70 °C и pH около 2.

### Схема превращений
Образование Анилинового чёрного (Пигмента глубоко-чёрного) проходит через ряд стадий: образование индамина из двух молекул анилина, дальнейшее «удвоение» в четырёхъядерный индамин и соединение двух молекул последнего в восьмиядерный индамин с одним хиноидным ядром (фиолетовый Протоэмеральдин).
Окислением ещё одного ядра в хиноидное получается синий Эмеральдин, окислением третьего ядра — тёмно-синий Нигранилин, четвёртого — зеленеющий чёрный Пернигранилин.
Последний этап — присоединение трёх молекул анилина с образованием незеленеющего красителя, в молекуле которого имеется три остатка N-фенилфеназония.
В зависимости от условий проведения процесса могут получиться и продукты дальнейшего окисления, в которых последнее ядро имеет хиноидное строение, причём место концевой иминогруппы может занять атом кислорода. Все стадии изменения окраски хорошо прослеживаются в ходе окисления.

Схема химических превращений в ходе образования Анилинового чёрного (Пигмента глубоко-чёрного)